# Progress M-61
Progress M-61 (ryska: Прогресс М-61) eller som NASA kallar den, Progress 26 eller 26P, var en rysk obemannad rymdfarkost som levererade förnödenheter, syre, vatten och bränsle till rymdstationen ISS. Den sköts upp med en Sojuz-U-raket från Kosmodromen i Bajkonur den 2 augusti 2007 och dockade med ISS den 5 augusti.
Efter att ha lastats ur och senare fyllts med sopor lämnade farkosten rymdstationen den 22 december 2007. 
Efter att ha genomgått ett antal tekniska försök brann farkosten som planerat upp i jordens atmosfär den 22 januari 2008.

### Fotnoter
1. ↑  ”NASA Space Science Data Coordinated Archive” (på engelska). NASA. https://nssdc.gsfc.nasa.gov/nmc/spacecraft/display.action?id=2007-033A. Läst 1 mars 2020.
2. ↑  Manned Astronautics - Figures & Facts Arkiverad 1 maj 2008 hämtat från the Wayback Machine., läst 15 juli 2016.
3. ↑  Russianspaceweb Arkiverad 4 juni 2009 hämtat från the Wayback Machine., läst 30 december 2016.